# Майли, Луис
Луис Майли (англ. Lewis Miley; родился 1 мая 2006 года, Англия) — английский футболист, центральный полузащитник клуба «Ньюкасл Юнайтед».

## Клубная карьера
Воспитанник клуба «Ньюкасл Юнайтед», Майли впервые попал в заявку основной команды клуба в феврале 2023 года на матч Премьер-лиги против «Борнмута». Луис подписал свой первый профессиональный контракт с клубом 1 мая 2023 года. 28 мая 2023 года дебютировал за «Ньюкасл Юнайтед», выйдя на замену в матче Премьер-лиги против «Челси».

## Карьера в сборной
Выступал за сборную Англии до 17 лет.